# Warner (Familienname)
Warner ist ein englischer Familienname.

## Namensträger

### A
- Adam Warner (* 1997), englischer Dartspieler
- Adoniram J. Warner (1834–1910), US-amerikanischer Offizier und Politiker
- Albert Warner (1884–1967), polnisch-amerikanischer Filmproduzent
- Alcalde T. Warner, vincentischer Jurist
- Alister Warner (* 1984), karibischer Fußballspieler von St. Kitts und Nevis
- Amelia Warner (* 1982), britische Schauspielerin
- Anna Bartlett Warner (1827–1915), US-amerikanische Schriftstellerin, Dichterin und Kirchlieddichterin
- Anne Warner (* 1954), US-amerikanische Ruderin
- Annette Warner (Annette Imhausen; * 1970), deutsche Ägyptologin und Mathematikhistorikerin
- Aron Warner, US-amerikanischer Filmproduzent

### B
- Bill Warner (1969–2013), US-amerikanischer Motorradrennfahrer
- Bonny Warner (* 1962), US-amerikanische Rennrodlerin und Bobsportlerin
- Brad Warner (* 1964), US-amerikanischer Zen-Meister und Künstler
- Brian Warner (* 1939), südafrikanischer Astronom
- Brian D. Warner (* 1952), US-amerikanischer Astronom
- Brian Hugh Warner (* 1969), US-amerikanischer Musiker und Künstler, siehe Marilyn Manson

### C
- Carolyn Warner (1930–2018), US-amerikanischer Unternehmensberaterin, Marketingberaterin, Geschäftsfrau, Dozentin und Politikerin
- Charles Dudley Warner (1829–1900), US-amerikanischer Schriftsteller
- Charles J. Warner (1875–1955), US-amerikanischer Politiker
- Charles Lickfold Warner (1846–1909), britischer Schauspieler
- Collen Warner (* 1988), US-amerikanischer Fußballspieler
- Cornell Warner (* 1948), US-amerikanischer Basketballspieler
- Courtenay Warner (Thomas Courtenay Theydon Warner; 1857–1934), britischer Politiker
- Curt Warner (* 1961), US-amerikanischer American-Football-Spieler

### D
- Damian Warner (* 1989), kanadischer Leichtathlet
- Daniel Bashiel Warner (1815–1880), liberianischer Politiker, Präsident 1864 bis 1868
- Daniel Sidney Warner (1842–1895), US-amerikanischer Theologe
- David Warner (1941–2022), britischer Schauspieler
- David Warner (Cricketspieler) (* 1986), australischer Cricketspieler
- Deborah Warner (* 1959), englische Theater- und Opernregisseurin

### E
- Elisabeth Decrey Warner (* 1953), Schweizer Politikerin und Friedensaktivistin
- Emily Howell Warner (1939–2020), US-amerikanische Pilotin, erste Luftfahrtkapitänin

### F
- Frank E. Warner (1926–2011), US-amerikanischer Tonmeister
- Frank W. Warner (* 1938), US-amerikanischer Mathematiker
- Fred Warner (Footballspieler) (* 1996), US-amerikanischer American-Football-Spieler
- Fred M. Warner (1865–1923), US-amerikanischer Politiker
- Frederick Warner (Chemiker) (1910–2010), britischer Chemiker
- Frederick Warner (Diplomat) (1918–1995), britischer Diplomat

### G
- Garth Warner (* 1940), US-amerikanischer Mathematiker
- George Redston Warner (1879–1978), britischer Gesandter
- Graylin Warner (1962–2025), US-amerikanischer Basketballspieler
- Gunnar Warner (1945–2011), deutscher Schauspieler, siehe Alexander Stephan (Schauspieler)

### H
- H. B. Warner (Henry Byron Warner; 1875–1958), britisch-amerikanischer Schauspieler
- Harry Warner (1881–1958), US-amerikanischer Filmproduzent
- Hendrik Warner (* 2002), deutscher Basketballspieler
- Henry P. Warner (1940–2014), US-amerikanischer Jazzmusiker
- Hiram Warner (1802–1881), US-amerikanischer Jurist und Politiker
- Homer R. Warner (1922–2012), US-amerikanischer Kardiologe

### J
- Jack Warner (Schauspieler) (1895–1981), britischer Schauspieler
- Jack Warner (Fußballspieler, 1898) (1898–1950), englischer Fußballspieler
- Jack Warner (Fußballspieler, 1911) (1911–1980), walisischer Fußballspieler
- Jack Warner (Fußballfunktionär) (* 1943), Fußballfunktionär aus Trinidad
- Jack L. Warner (1892–1978), kanadisch-US-amerikanischer Filmproduzent und Unternehmer
- Jack M. Warner (1916–1995), US-amerikanischer Filmschaffender
- James D. Warner (1924–2009), US-amerikanischer Geistlicher, Bischof von Nebraska
- Jean-Pierre Warner (1924–2005), britischer Jurist
- Jessica Warner-Judd (* 1995), britische Mittelstreckenläuferin
- John Warner (Mediziner) († 1565), englischer Mediziner
- John Warner (1927–2021), US-amerikanischer Politiker
- John C. Warner (* 1962), US-amerikanischer Chemiker
- John De Witt Warner (1851–1925), US-amerikanischer Politiker
- Julie Warner (* 1965), US-amerikanische Schauspielerin
- Justyn Warner (* 1987), kanadischer Sprinter

### K
- Kai Warner (Werner Last; 1926–1982), deutscher Orchesterleiter, Produzent, Arrangeur und Komponist
- Keith Warner (* 1956), britischer Opernregisseur
- Karl Warner (1908–1995), US-amerikanischer Leichtathlet
- Kate Warner (* 1948), australische Juristin und Politikerin
- Koko Warner, US-amerikanische Umweltwissenschaftlerin für Klimawandel und Migration
- Kurt Warner (* 1971), US-amerikanischer American-Football-Spieler

### L
- Langdon Warner (1881–1955), US-amerikanischer Historiker
- Leo Warner (* 1980), britischer Videodesigner
- Levi Warner (1831–1911), US-amerikanischer Politiker
- Levinus Warner (1618/19–1665), deutscher Orientalist und Diplomat

### M
- Malcolm-Jamal Warner (1970–2025), US-amerikanischer Schauspieler und Filmproduzent
- Marina Warner (* 1946), britische Literaturhistorikerin und Schriftstellerin
- Mark Warner (* 1954), US-amerikanischer Politiker
- Mark Warner (Filmeditor) (* 1954), US-amerikanischer Filmeditor
- Martin Warner (* 1958), britischer Theologe, Bischof von Chichester
- Mary Wynne Warner (1932–1998), walisische Mathematikerin und Hochschullehrerin
- Michael Warner, US-amerikanischer Hochschullehrer

### N
- Norman Warner (* 1940), britischer Politiker

### O
- Oliver Warner (1903–1976), britischer Marinehistoriker und Schriftsteller

### P
- Paris Warner (* 1998), US-amerikanische Schauspielerin
- Peter Warner (1939–2007), britischer Tierillustrator
- Pippa Bennett-Warner (* 1988), britische Theater- und Filmschauspielerin
- Pop Warner (Glenn Scobey Warner; 1871–1954), US-amerikanischer American-Football-Trainer

### R
- Rawleigh Warner Jr. († 2013), US-amerikanischer Manager
- Rex Warner (1905–1986), britischer Schriftsteller und Übersetzer
- Richard Warner (Politiker) (1835–1915), US-amerikanischer Politiker
- Richard Warner (Schauspieler) (1911–1989), englischer Schauspieler

### S
- Sidney S. Warner (1829–1908), US-amerikanischer Politiker
- Sam Warner (1887–1927), US-amerikanischer Filmproduzent
- Samuel L. Warner (1828–1893), US-amerikanischer Politiker
- Steven Warner, Spezialeffektdesigner
- Susan Warner (1819–1885), US-amerikanische Schriftstellerin, Dichterin und Kirchenlieddichterin
- Sylvia Ashton-Warner (1908–1984), neuseeländische Autorin und Pädagogin
- Sylvia Townsend Warner (1893–1978), britische Schriftstellerin

### T
- Theodor Warner (1903–1980), Musikerzieher, Rektor der Pädagog. Akademie Flensburg
- Thomas Warner (Entdecker) (1580–1649), englischer Kapitän, Entdecker und Siedler
- Thomas Warner (Bobfahrer), britischer Bobfahrer
- Tom Warner (Politiker) (* 1948), US-amerikanischer Politiker
- Tom Warner (Aktivist) (Thomas E. Warner; * 1952), kanadischer LGBT-Aktivist
- Tony Warner (* 1974), Fußballspieler aus Trinidad und Tobago
- Ty Warner (* 1944), US-amerikanischer Unternehmer

### V
- Vespasian Warner (1842–1925), US-amerikanischer Politiker

### W
- Walter Warner (um 1557–1643), britischer Mathematiker und Naturwissenschaftler
- Willard Warner (1826–1906), US-amerikanischer Offizier und Politiker
- William Warner (Dichter) (um 1558–1609), englischer Dichter
- William Warner (Politiker) (1840–1916), US-amerikanischer Politiker
- William Lloyd Warner (1898–1970), US-amerikanischer Anthropologe und Sozialpsychologe
- Worcester Reed Warner (1846–1929), US-amerikanischer Ingenieur, Unternehmer und Astronom